# طوكيطا (قرية)
طوكيطا هي قرية في منطقة خاسافيورت في داغستان.

## الجغرافيا
تقع القرية شمال مدينة خاسافيورت.
أقرب المستوطنات: في الشمال الشرقي - قرية قاميش-قوتان، في الشمال الغربي - قريتي دْزيرْجينْسْكويِي وأوتْسْمِيُورْت ، في الجنوب الغربي - قريتي تْشاغار أوتار وغاغاتْلِي الجديدة، في الجنوب الشرقي - قريتي عادل أوتار وقادر أوتار.

## سكان القرية
بحسب التعداد في عام 2021 وصل عدد سكان قرية طوكيطا إلى 1320 نسمة.